# Entretien clinique
L'entretien clinique est une situation de communication entre un psychologue clinicien, ou un médecin ou un bénévole et un patient, qui s'établit sur un mode spécifique. Ce mode de communication peut être en lien avec une théorie (non directivité, psychanalyse, etc.) choisie par le professionnel, le praticien lui-même, et le patient ; ou être moins formalisé.
D'une façon plus large, on peut aussi définir l'entretien comme étant une interaction, essentiellement verbale, entre deux personnes en contact direct avec un objectif préalablement posé (plus ou moins formellement). C'est notamment cette caractéristique qui différencie l'entretien d'une discussion banale ou d'un échange à bâtons rompus.
Ainsi, l'entretien vise, par exemple, à rechercher de l'information (enquête, investigation, recherche scientifique), à aider ou orienter autrui (orientation, formation, pédagogie), à soigner ou accompagner une personne (entretien à visée thérapeutique).
Dans les domaines de l'éducation et de la formation, l'entretien est une technique fréquemment utilisée avec des objectifs divers. Par exemple :
- l'entretien d'explicitation est une technique de questionnement permettant la verbalisation de l'action et des difficultés éventuelles rencontrées par un élève (apprenant) lors de la réalisation d'une tâche ou de la résolution d'un problème ;
- l'entretien d'aide vise à faciliter, chez le demandeur, la compréhension, voire la résolution, de sa difficulté rencontrée et évoquée. Ainsi, ce type d'entretien peut contribuer à un changement personnel d'ordre éducatif ou thérapeutique.

Les typologies des entretiens sont variées selon que l'on considère les domaines d'application, les objectifs ou encore les méthodes utilisées par la personne qui conduit l'entretien (souvent appelé encore « interviewer »).
Une typologie fréquemment rencontrée est celle fondée sur la méthode utilisée : entretien centrée sur la personne, ses besoins, ses problèmes, son rythme (entretien non-directif, largement étudié et mis au point par Carl Rogers), entretien avec un questionnement préalablement structuré... dont la caricature extrême serait le questionnaire avec questions « fermées » (entretien directif), enfin, entretien guidé à partir d'une liste d'items dont chacun est abordé et traité librement par la personne interviewée (entretien semi-directif ou guidé).

## L'entretien directif
Proche du questionnaire. Protocole de questions fermés, mais les réponses restent libres dans leur contenu ainsi que dans leur forme. Ce n'est jamais un questionnaire rigide et fermé au sens strict. Le psychologue sait où il veut arriver. Il pose des questions au patient qui le mèneront jusqu'au but initialement connu ! Par exemple : un psychologue connaît les symptômes d'une anorexique ; s'il se retrouve avec une patiente « anorexique », il va alors directement lui poser des questions sur sa vision de la nourriture, sur ses relations avec ses parents, etc.

## L'entretien semi-directif
L'interviewer détermine avant l'entretien un certain nombre de thèmes ou de questions à explorer (un guide d'entretien).
Puis, au cours de l'entretien, il veille à ce que l'ensemble des points soient abordés par l'interviewé et à son gré c'est-à-dire dans un ordre qui peut être différent de celui prévu par l'interviewer.
Si l'interviewer s'aperçoit (notamment vers la fin du temps prévu pour l'entretien) que des points ne sont pas abordés spontanément par l'interviewé, il peut alors intervenir directement par une question ouverte pour obtenir l'expression désirée.
Au cours de ce type d'entretien et durant l'exploration de chaque thème ou question, l'attitude de l'Interviewer reste la plus « non-directive » possible (c'est-à-dire interventions de type écoute empathique, reformulation, ou éventuellement question ouverte pour faciliter l'expression sans pour autant suggérer des pistes de réponse ou manifester un quelconque jugement).

## L'entretien non-directif
Encore appelé plus justement « entretien centré sur la personne » en référence à celui qui a défini la théorie, la méthode et les techniques de ce type d'entretien, à savoir le psychologue américain Carl Rogers.
L'interviewer laisse la personne libre de choisir les thèmes à aborder et adopte une attitude d'empathie (essayer de comprendre l'« autre » « comme si » on était à sa place... sans oublier toutefois qu'on ne l'est jamais vraiment...). Ce qui ne signifie pas approuver (ce n'est pas de la sympathie) mais désir et volonté de comprendre (pas seulement rationnellement mais aussi affectivement ou émotionnellement) la personne qui est en face de nous.
Dès lors toutes les attitudes et les interventions de l'interviewer reflètent la volonté authentique d'écouter, de saisir et de comprendre dans leur vérité immédiate et directe les paroles et les silences de l'interviewé : reprise ou répétition d'un mot ou d'une expression pour relancer et approfondir l'expression, proposition de reformulation de ce qui a été dit (ou non-dit), bref résumé, etc. Le but est toujours d'aider la personne à exprimer, au maximum et en la respectant totalement, tout ce qu'elle peut dire et ressentir à propos de ce qui fait l'objet de l'entretien.
Dans cette perspective « non-directive » il y a un profond respect par rapport à ce qu'exprime la personne, sans aucune manifestation de jugement, d'autorité, d'influence ou d'interprétation.
L'entretien « non-directif » est utilisé par les psychologues cliniciens mais aussi par de nombreux autres professionnels dans des contextes différents : orientation, recrutement, études de motivation, études sur les représentations, campagnes publicitaires, etc.
Une solide formation et une expérience personnelle et technique sont requises avant d'être qualifié pour mener des entretiens dits « non-directifs ».